# Holving
Ne doit pas être confondu avec Dolving.
Holving [ɔlvɛ̃] est une commune française située dans le département de la Moselle et le bassin de vie de la Moselle-Est. Ses habitants sont appelés les Holvingeois.

## Géographie
Holving est entourée à l'est par la commune de Sarralbe, au sud par la commune du Val-de-Guéblange, à l'ouest par la commune de Hilsprich et au nord-ouest par la commune de Richeling.
La commune est traversée par le Mutterbach (affluent de l'Albe).
La commune est composée de six hameaux : Ballering, Bettring, Diederfing, Holving, Hinsing et Hirbach.
L'étang situé à Hirbach constitue un segment de la Ligne Maginot Aquatique 

### Communes limitrophes

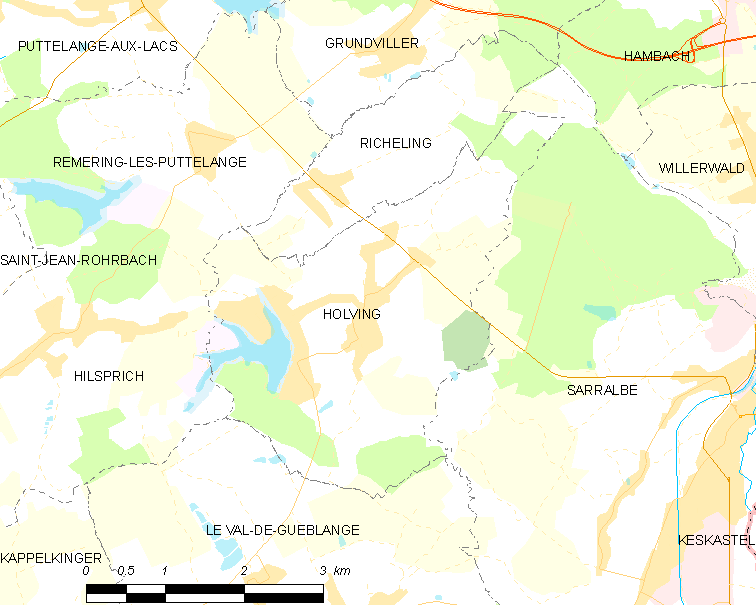
Carte de la commune.

| Rémering-lès-Puttelange | Richeling           |          |
| Hilsprich               | Holving             | Sarralbe |
|                         | Le Val-de-Guéblange |          |

### Hydrographie
La commune est située dans le bassin versant du Rhin au sein du bassin Rhin-Meuse. Elle est drainée par le ruisseau le Moderbach, le ruisseau de l'Étang de Hirbach, le ruisseau le Doerenbach et le ruisseau le Muhlgraben.
Le Moderbach, d'une longueur totale de 21,8 km, prend sa source dans la commune de Farschviller et se jette  dans l'Albe à Sarralbe, après avoir traversé huit communes.

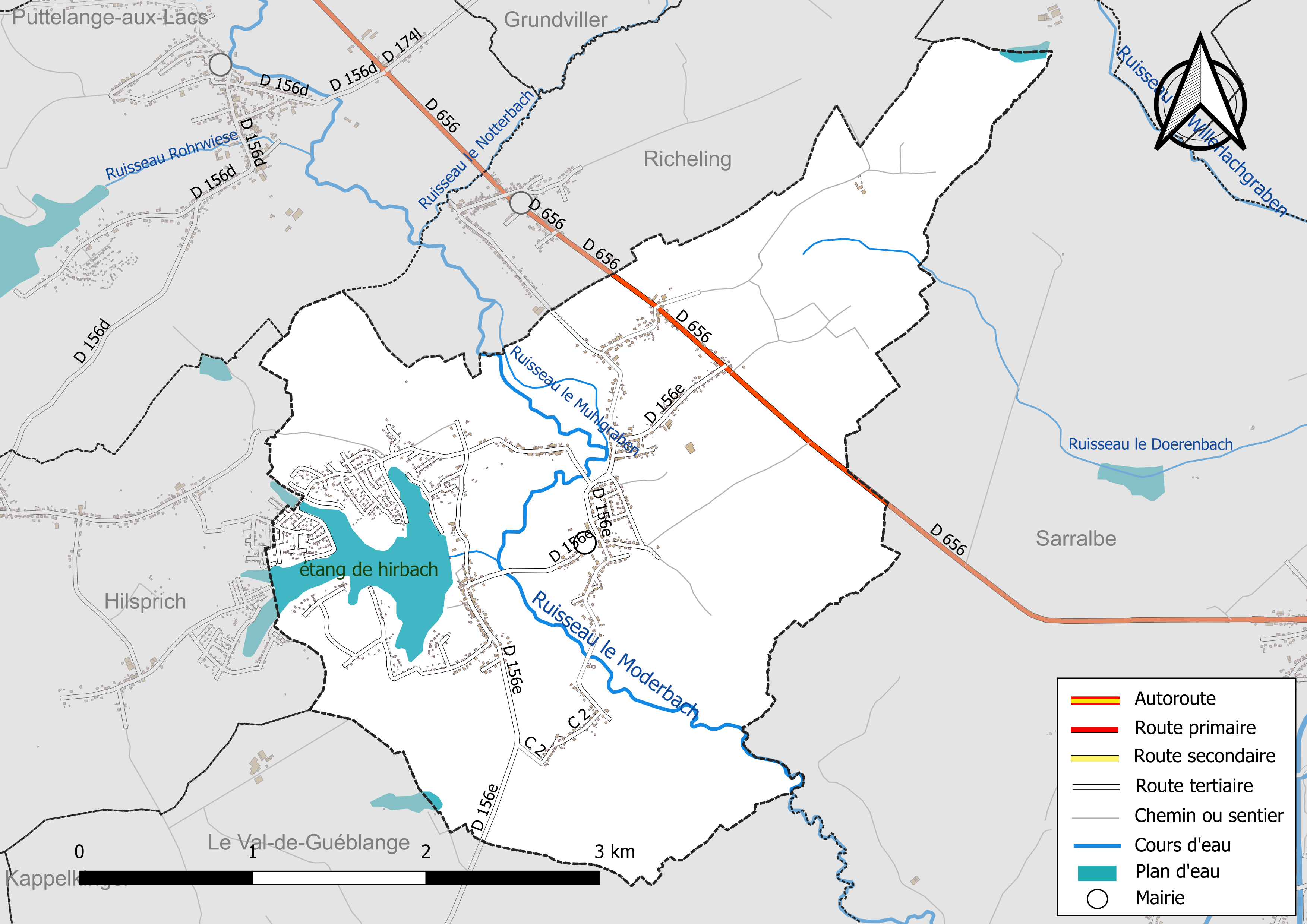
Réseaux hydrographique et routier d'Holving.

La qualité des eaux des principaux cours d’eau de la commune, notamment du ruisseau le Moderbach, peut être consultée sur un site spécial géré par les agences de l’eau et l’Agence française pour la biodiversité. Ainsi en 2020, dernière année d'évaluation disponible en 2022, l'état écologique du ruisseau le Moderbach était jugé mauvais (rouge).

### Climat
Pour des articles plus généraux, voir Climat du Grand Est et Climat de la Moselle.
En 2010, le climat de la commune est de type climat des marges montargnardes, selon une étude du Centre national de la recherche scientifique s'appuyant sur une série de données couvrant la période 1971-2000. En 2020, Météo-France publie une typologie des climats de la France métropolitaine dans laquelle la commune est exposée à un climat semi-continental et est dans la région climatique  Vosges, caractérisée par une pluviométrie très élevée (1 500 à 2 000 mm/an) en toutes saisons et un hiver rude (moins de 1 °C). 
Pour la période 1971-2000, la température annuelle moyenne est de 9,9 °C, avec une amplitude thermique annuelle de 17,1 °C. Le cumul annuel moyen de précipitations est de 888 mm, avec 12,1 jours de précipitations en janvier et 9,3 jours en juillet. Pour la période 1991-2020, la température moyenne annuelle observée sur la station météorologique de Météo-France la plus proche, « Kappelkinger_sapc », sur la commune de Kappelkinger à 6 km à vol d'oiseau, est de 10,6 °C et le cumul annuel moyen de précipitations est de 772,6 mm. 
La température maximale relevée sur cette station est de 38,8 °C, atteinte le 25 juillet 2019 ; la température minimale est de −19,6 °C, atteinte le 26 décembre 2010,,. 
Les paramètres climatiques de la commune ont été estimés pour le milieu du siècle (2041-2070) selon différents scénarios d'émission de gaz à effet de serre à partir des nouvelles projections climatiques de référence DRIAS-2020. Ils sont consultables sur un site spécial publié par Météo-France en novembre 2022.

## Urbanisme

### Typologie
Au 1er janvier 2024, Holving est catégorisée commune rurale à habitat dispersé, selon la nouvelle grille communale de densité à sept niveaux définie par l'Insee en 2022.
Elle est située hors unité urbaine. Par ailleurs la commune fait partie de l'aire d'attraction de Sarreguemines (partie française), dont elle est une commune de la couronne,. Cette aire, qui regroupe 48 communes, est catégorisée dans les aires de 50 000 à moins de 200 000 habitants,.

### Occupation des sols
L'occupation des sols de la commune, telle qu'elle ressort de la base de données européenne d’occupation biophysique des sols Corine Land Cover (CLC), est marquée par l'importance des territoires agricoles (64,1 % en 2018), une proportion identique à celle de 1990 (64,1 %). La répartition détaillée en 2018 est la suivante : 
prairies (37,4 %), terres arables (18,3 %), forêts (17,9 %), zones urbanisées (12,6 %), zones agricoles hétérogènes (8,4 %), eaux continentales (4,5 %), espaces verts artificialisés, non agricoles (0,9 %). L'évolution de l’occupation des sols de la commune et de ses infrastructures peut être observée sur les différentes représentations cartographiques du territoire : la carte de Cassini (XVIIIe siècle), la carte d'état-major (1820-1866) et les cartes ou photos aériennes de l'IGN pour la période actuelle (1950 à aujourd'hui).

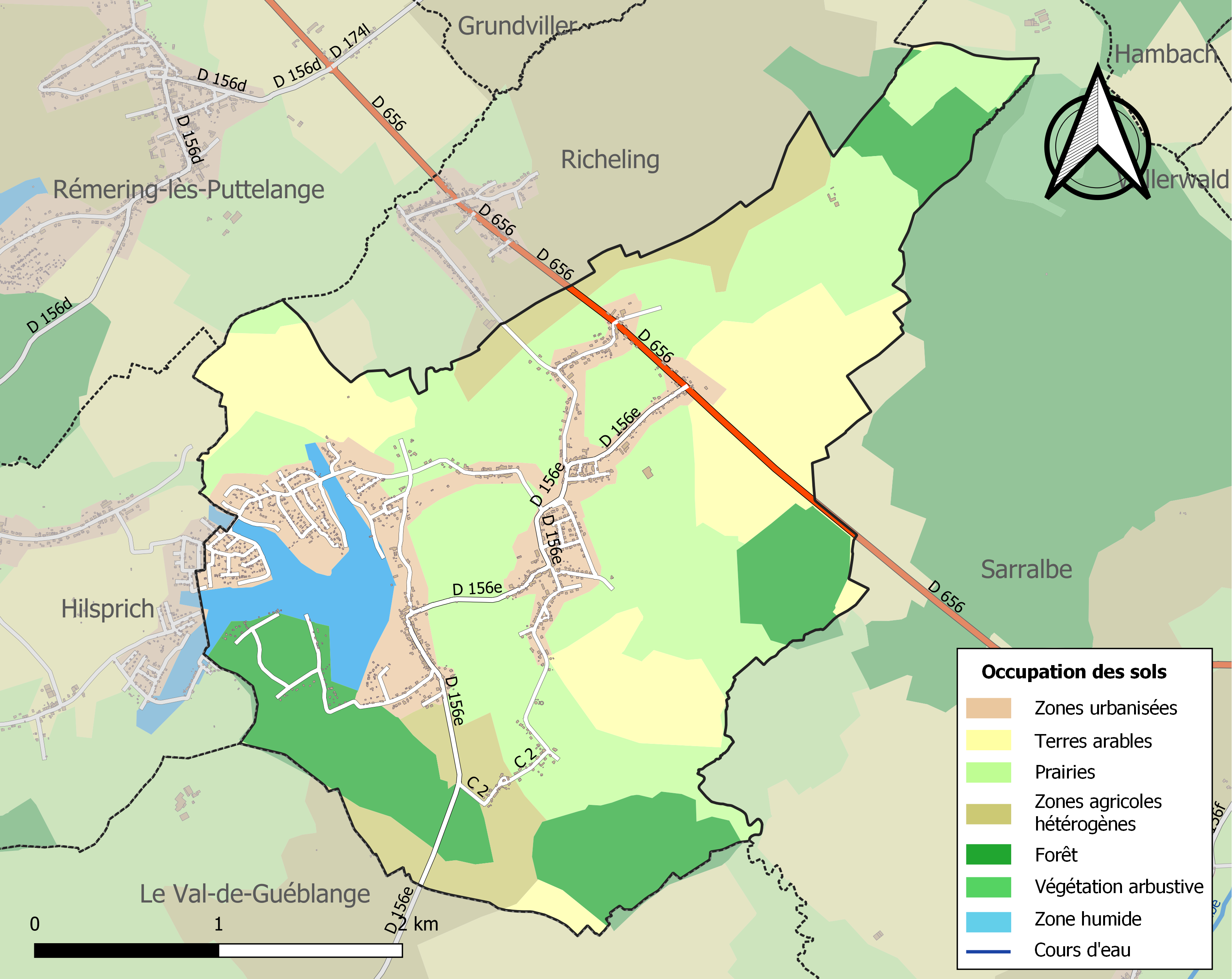
Carte des infrastructures et de l'occupation des sols de la commune en 2018 (CLC).

## Toponymie
- Le Val de Holving : Holbinger-Dael (1410), Holvinger Tal (1460), Holbinger daile (1470), Holvingerdal (1573), Le Val d'Olbinguen (1717), Le Val de Holbing (1751)[14]. Em Daal en francique lorrain.
- Holving : Holbingen (1225)[15], Halbingen (1226), Holvingen (1238), Halvingen (1272), Halvinga (1294), Holbingen (1594), Olbinguen (1717), Holbing (1751[14], 1793, 1801), Holving (1918). Holwinge en francique lorrain[16].
- Ballering : Balderinge[17] ou Balderinga[14] (1294), Bolleringen (1525)[18], Balleringen (1594), Baltring (XVIIIe siècle), Balring (1779)[14]. Balleringe en francique lorrain.
- Bettring : Bertringen (1594), Bettering (1756), Betring (carte Cassini)[14]. Bettringe en francique lorrain.
- Diederfing : Dieterfingen (1594), Diderving (XVIIIe siècle), Didrefing (carte Cassini), Diderfing (carte de l'état-major)[14]. Diderfingen en allemand[14], Didderwinge en francique lorrain.
- Hinsing : Huntzingen (1594), Hinsingen (1756),  Hintzingen (1775), Intsing ou Insing (carte de Cassini), Hinzing[14]. Hinsingen en allemand[14], Hinsinge en francique lorrain.
- Hirbach : Hyrelbach (1594), Kirbach (1756)[14]. Hirboch en francique lorrain.
- Schmalhof : La cense de Schmalhoff (1751)[14].

## Histoire
On a retrouvé les traces d'un temple gallo-romain en l'honneur d'Apollon, prouvant ainsi que la zone était peuplée à cette époque.
Cité en 1226 en tant que "Halbingen", était le chef-lieu de la vallée qui porte son nom (Le Val de Holving) et faisait partie avec ses cinq annexes de l’ancienne province de Lorraine.
Endommagé en 1939-1945.
L'étang de Hirbach (52 ha) fait partie du Secteur fortifié de la Sarre, créée en 1939 pour compléter le trou laissé dans la ligne Maginot par le refus par référendum de la Sarre de devenir française.

## Politique et administration
| Période                                  | Période   | Identité        | Étiquette | Qualité |
| ---------------------------------------- | --------- | --------------- | --------- | ------- |
| Les données manquantes sont à compléter. |           |                 |           |         |
| 1971                                     | mars 2001 | Etienne Dourson |           |         |
| mars 2001                                | mars 2008 | Lucien Schwartz |           |         |
| mars 2008                                | En cours  | Bernard Clavé   |           |         |

## Démographie
L'évolution du nombre d'habitants est connue à travers les recensements de la population effectués dans la commune depuis 1793. Pour les communes de moins de 10 000 habitants, une enquête de recensement portant sur toute la population est réalisée tous les cinq ans, les populations de référence des années intermédiaires étant quant à elles estimées par interpolation ou extrapolation. Pour la commune, le premier recensement exhaustif entrant dans le cadre du nouveau dispositif a été réalisé en 2005.

En 2022, la commune comptait 1 265 habitants, en évolution de −2,99 % par rapport à 2016 (Moselle : +0,52 %, France hors Mayotte : +2,11 %).
| 1793 | 1800 | 1806 | 1821  | 1836  | 1841  | 1861  | 1866  | 1871  |
| ---- | ---- | ---- | ----- | ----- | ----- | ----- | ----- | ----- |
| 830  | 856  | 947  | 1 021 | 1 219 | 1 164 | 1 031 | 1 055 | 1 114 |

| 1875  | 1880  | 1885 | 1890 | 1895 | 1900 | 1905 | 1910 | 1921 |
| ----- | ----- | ---- | ---- | ---- | ---- | ---- | ---- | ---- |
| 1 116 | 1 077 | 995  | 936  | 937  | 989  | 982  | 914  | 823  |

| 1926 | 1931 | 1936 | 1946 | 1954 | 1962 | 1968 | 1975 | 1982 |
| ---- | ---- | ---- | ---- | ---- | ---- | ---- | ---- | ---- |
| 824  | 812  | 817  | 735  | 798  | 856  | 864  | 926  | 972  |

| 1990  | 1999  | 2005  | 2006  | 2010  | 2015  | 2020  | 2022  | - |
| ----- | ----- | ----- | ----- | ----- | ----- | ----- | ----- | - |
| 1 032 | 1 064 | 1 152 | 1 158 | 1 259 | 1 298 | 1 280 | 1 265 | - |

## Culture locale et patrimoine

### Lieux et monuments

#### Édifices civils
- Vestiges gallo-romains : pierre triangulaire, reste d'un temple en l'honneur d'Apollon.

#### Édifices religieux

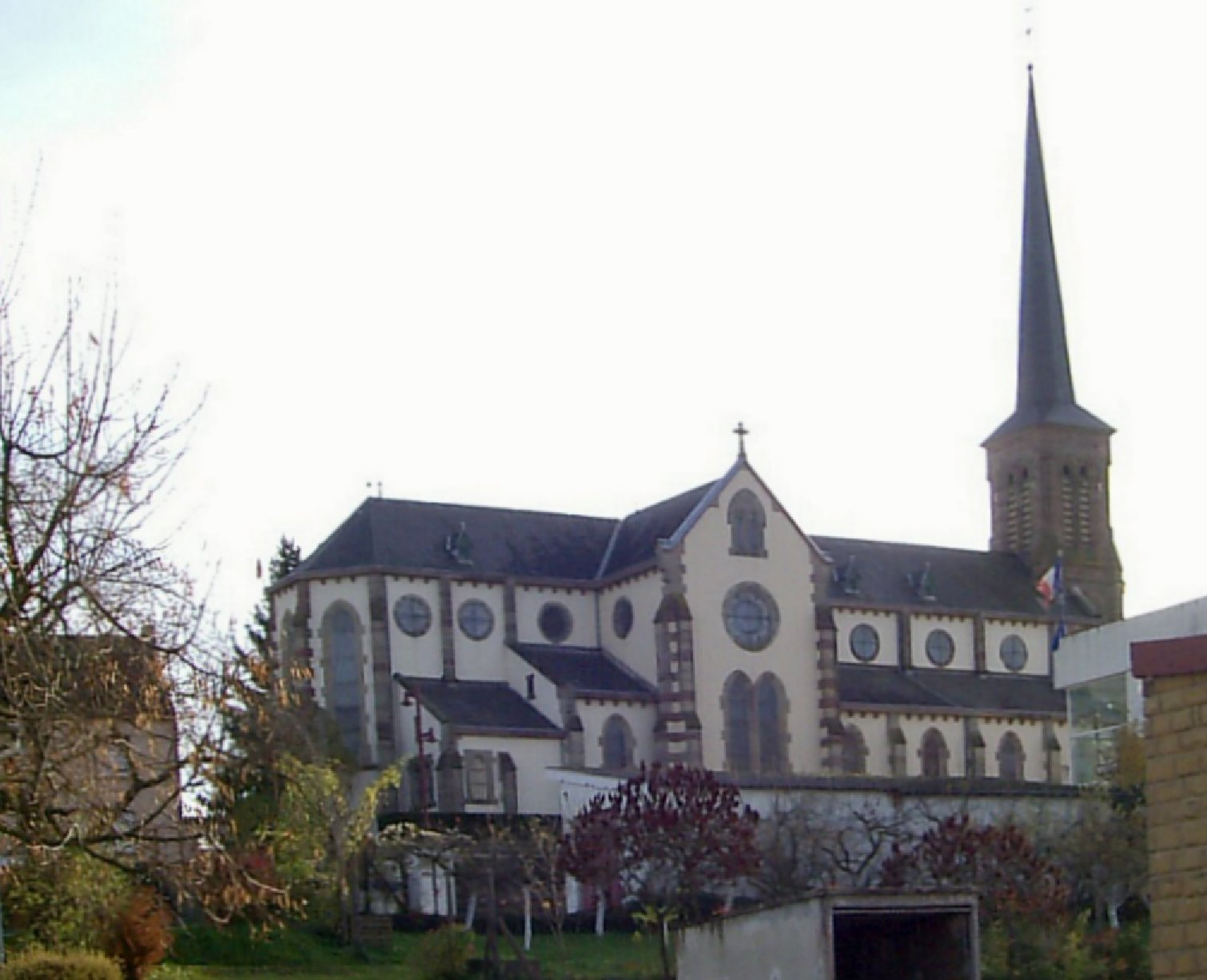
Église de l'Immaculée-Conception (1869).

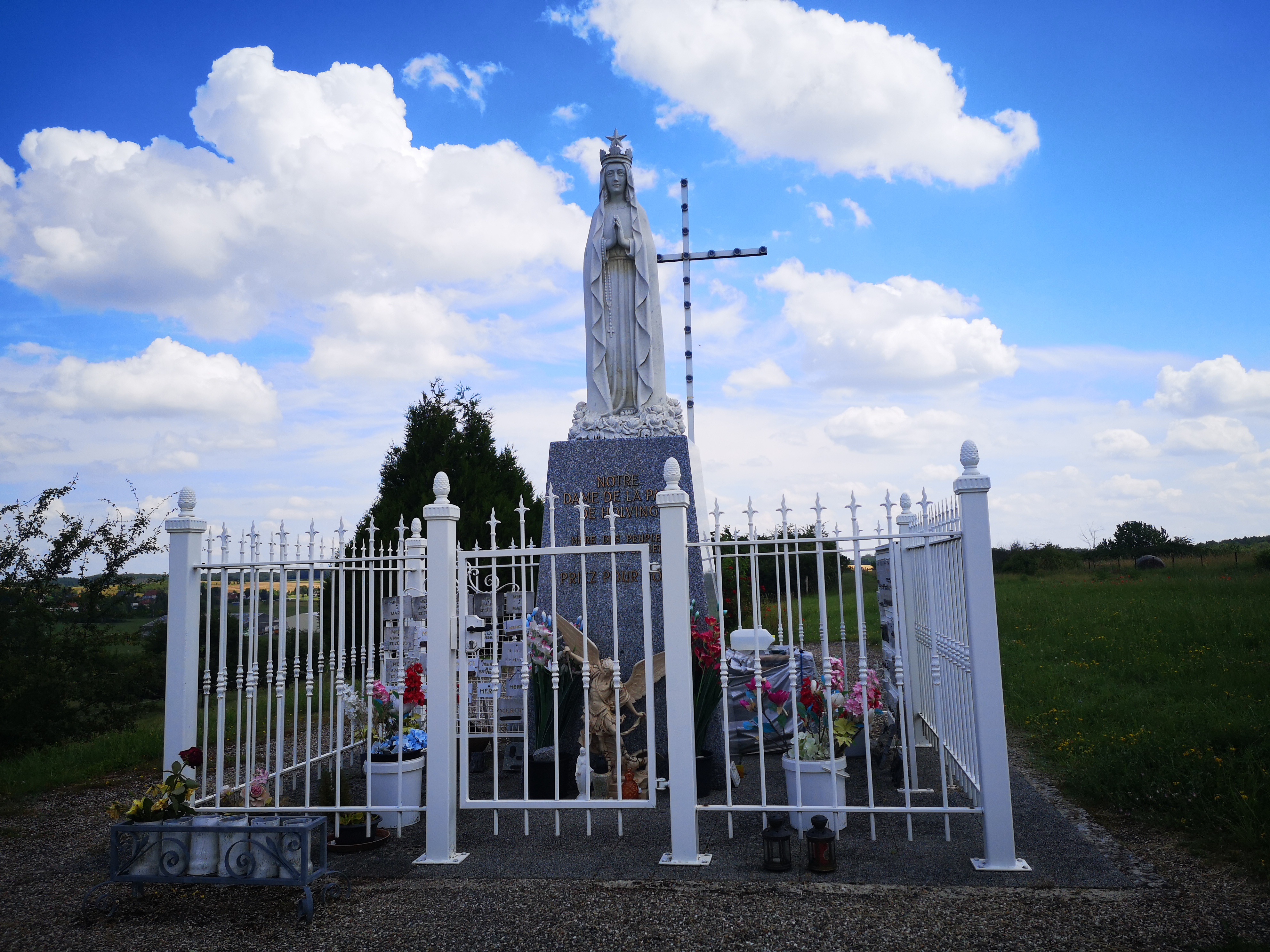
[https://www.apparition-holving.eu Lieu d'apparitions de notre Dame de la Paix

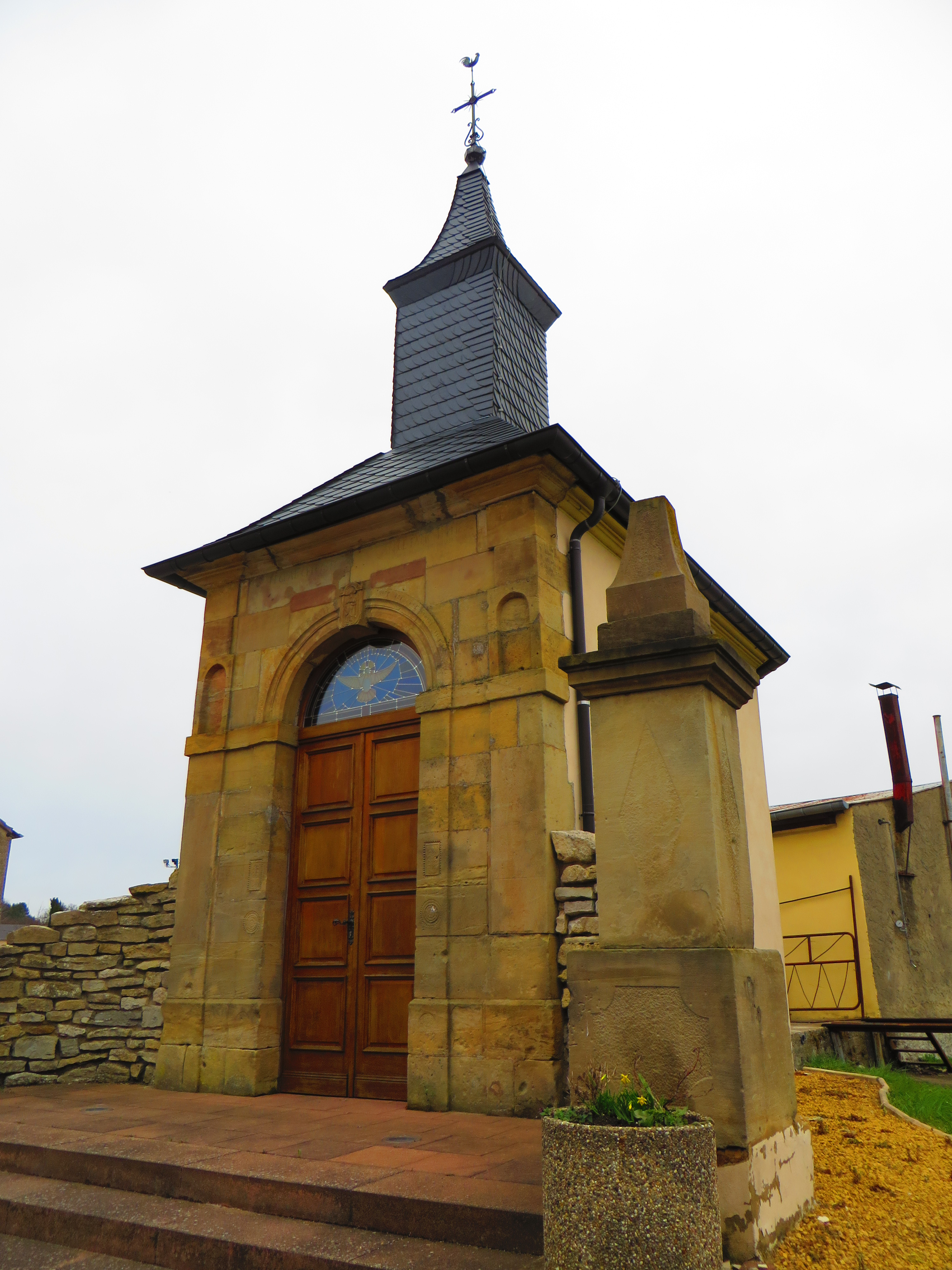
Chapelle Notre-Dame-de-Lourdes.

- Église perchée néo-gothique 1869 (Immaculée Conception) : statue et confessionnaux XVIIIe siècle.
- Chapelle Saint-Sébastien (sur le Kappelberg) 1622, restaurée XVIIIe siècle, détruite durant la guerre : fenêtres gothiques.
- Chapelle Notre-Dame-de-Lourdes.
- Lieu d'apparitions mariales. Voir le site internet " www.apparition-holving.eu "

### Héraldique
| Blason de Holving | Blason  | De sable à la bande échiquetée d'argent et de gueules de deux tires, accostée de deux ours d'or, passant et contre-passant, posés en bande, celui de la pointe renversé. |
| Blason de Holving | Détails | Le statut officiel du blason reste à déterminer. |